# Ouvans
Ouvans ist eine französische Gemeinde mit 68 Einwohnern (Stand: 1. Januar 2022) im Département Doubs in der Region Bourgogne-Franche-Comté.

## Geographie
Ouvans liegt auf 634 m über dem Meeresspiegel, zwölf Kilometer südöstlich von Baume-les-Dames und etwa 36 Kilometer östlich der Stadt Besançon (Luftlinie). Das Dorf erstreckt sich im Jura, auf der Hochfläche von Chasalan zwischen der Krete des Grand Rocher im Norden und der Mulde von Landresse im Süden.
Die Fläche des 5,20 km² großen Gemeindegebiets umfasst einen Abschnitt des französischen Juras. Der zentrale Teil des Gebietes wird von der Hochfläche von Chasalan eingenommen, die durchschnittlich auf 630 m liegt. Sie ist von Acker- und Wiesland bestanden und senkt sich gegen Süden zur Mulde von Landresse. Das Hochplateau besitzt keine oberirdischen Fließgewässer, weil das Niederschlagswasser im verkarsteten Untergrund versickert. Es zeigt verschiedene Karstphänomene, beispielsweise Höhlen und Dolinen. Im Norden wird das Plateau flankiert von der bewaldeten und teilweise felsigen Krete des Grand Rocher (710 m). Nach Osten erstreckt sich das Gemeindeareal in den  Bois du Nezou und auf den Höhenrücken des Bois du Fahy. Hier wird mit 786 m die höchste Erhebung von Ouvans erreicht.
Nachbargemeinden von Ouvans sind Lanans und Vellevans im Norden, Sancey mit Sancey-le-Grand im Osten sowie Landresse im Süden und Westen.

## Geschichte
Im Mittelalter gehörte Ouvans zur Herrschaft Passavant, die seit dem 14. Jahrhundert im Besitz der Herren von Montbéliard war. Zusammen mit der Franche-Comté gelangte das Dorf mit dem Frieden von Nimwegen 1678 an Frankreich. Seit 1998 ist Ouvans Mitglied des 44 Ortschaften umfassenden Gemeindeverbandes Communauté de communes du Pays de Pierrefontaine-Vercel.
Mit dem 1. Januar 2009 erfolgte eine Änderung der Arrondissementszugehörigkeit der Gemeinde. Bislang zum Arrondissement Besançon gehörend, kamen alle Gemeinden des Kantons zum Arrondissement Pontarlier.

## Sehenswürdigkeiten

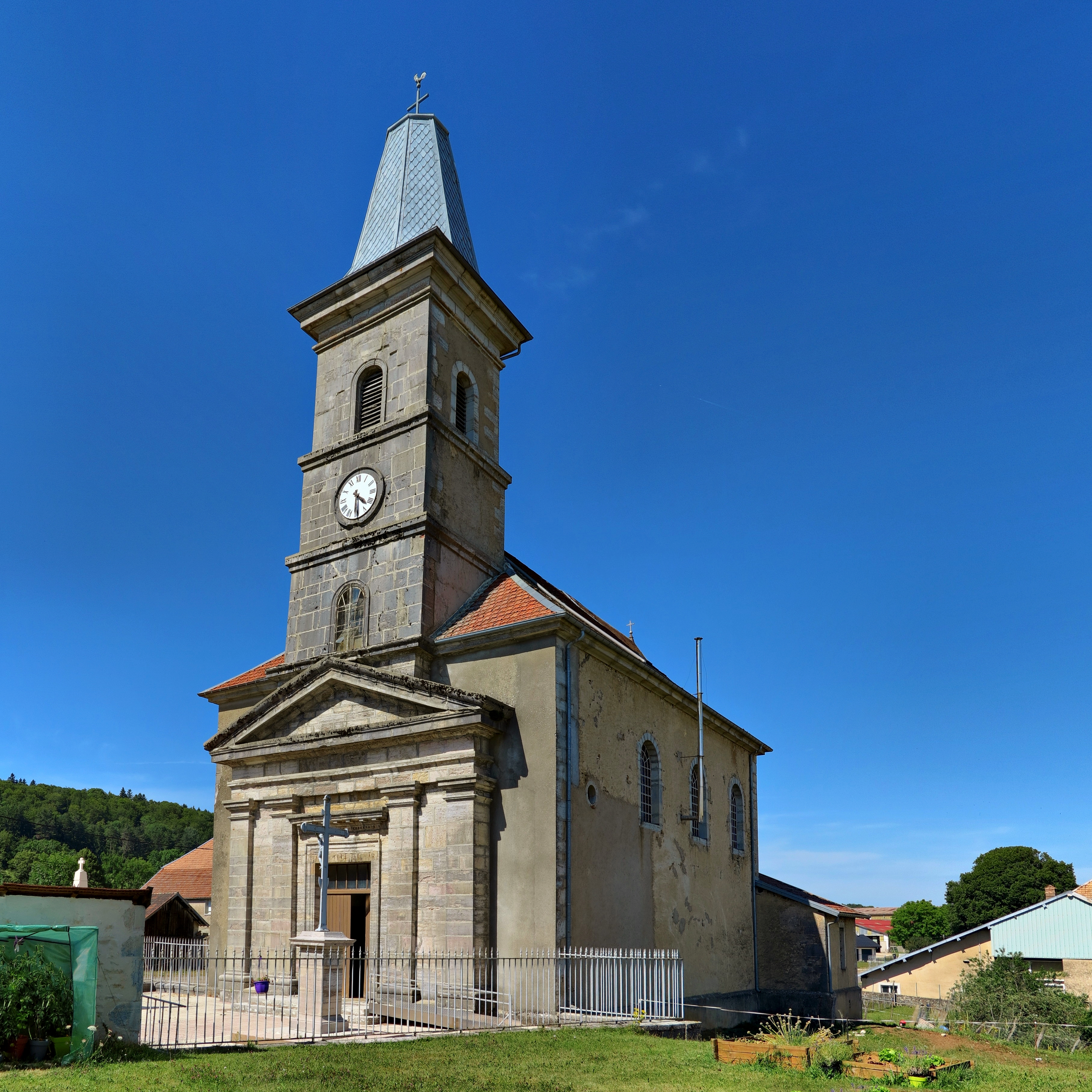
Kirche Nativité-de-Notre-Dame

Die Dorfkirche Mariä Geburt (Église de la Nativité-de-Notre-Dame) in Ouvans wurde 1840 erbaut.

## Bevölkerung
| Jahr                       | 1962 | 1968 | 1975 | 1982 | 1990 | 1999 | 2006 | 2016 |
| Einwohner                  | 74   | 70   | 65   | 64   | 58   | 70   | 54   | 62   |
| Quellen: Cassini und INSEE |      |      |      |      |      |      |      |      |

Mit 68 Einwohnern (1. Januar 2022) gehört Ouvans zu den kleinsten Gemeinden des Départements Doubs. Nachdem die Einwohnerzahl in der ersten Hälfte des 20. Jahrhunderts markant abgenommen hatte (1901 wurden noch 144 Personen gezählt), wurden seit Beginn der 1970er Jahre nur noch relativ geringe Schwankungen verzeichnet.

## Wirtschaft und Infrastruktur
Ouvans war bis weit ins 20. Jahrhundert hinein ein vorwiegend durch die Landwirtschaft (Ackerbau, Obstbau und Viehzucht) geprägtes Dorf. Noch heute leben die Bewohner zur Hauptsache von der Tätigkeit im ersten Sektor. Außerhalb des primären Sektors gibt es fast keine Arbeitsplätze im Dorf. Einige Erwerbstätige sind auch Wegpendler, die in den umliegenden größeren Ortschaften ihrer Arbeit nachgehen.
Die Ortschaft liegt abseits der größeren Durchgangsstraßen an einer Departementsstraße, die von Vercel-Villedieu-le-Camp nach Vellevans führt. Weitere Straßenverbindungen bestehen mit Lanans und Sancey-le-Grand.